# Higashiyama
Higashiyama (東山天皇, Higashiyama-tennō; 21 ottobre 1675 – 16 gennaio 1710) è stato il 113º imperatore del Giappone secondo il tradizionale ordine di successione.

## Biografia
Regnò dal 1687 sino al 1709. Il suo nome personale era Asahito (朝仁?, Asahito), ed era chiamato anche Tomohito.
Era il quinto figlio dell'imperatore Reigen, dalla compagna Kushige Yoshiko (櫛笥賀子) ebbe diversi figli, fra cui:
- Ichi-no-miya (一宮)
- Ni-no-miya (二宮)
- Hisa-no-miya (寿宮)
- Tomi-no-miya (福宮)
- Yasuhito (慶仁親王) (che diventerà l'imperatore Nakamikado)
- Naohito (閑院宮直仁親王) (1704-1753), che è stato il capostipite del ramo imperiale (Shinnōke) Kan'in-no-miya dal quale discende in linea retta maschile l'attuale famiglia imperiale del Giappone

Il 27 luglio 1709 abdicò in favore di suo figlio.